# Givira quadroides
Givira quadroides is een vlinder uit de familie van de Houtboorders (Cossidae). De wetenschappelijke naam van de soort is voor het eerst gepubliceerd in 1923 door Erich Martin Hering.
De soort komt voor in Brazilië.